# カイエンヌ郡
カイエンヌ郡（カイエンヌぐん、フランス語: Arrondissement de Cayenne）は、フランスの海外県ギュイヤンヌ県（フランス領ギアナ）の郡。西をサン＝ローラン＝デュ＝マロニ郡、東をサン＝ジョルジュ郡と接する。郡庁所在地は県庁所在地でもあるカイエンヌ。面積は17,029平方キロメートル、人口は180,493人（2021年推定）。

## 歴史
1947年6月7日、ギュイヤンヌ県にカイエンヌ郡が創設された。当時のギュイヤンヌ県は沿岸部のみを管轄しており、内陸部はフランス領イニニであった。
1969年3月17日、イニニはギュイヤンヌ県に統合された。イニニの領域はカイエンヌ郡と、新たに創設されたサン＝ローラン＝デュ＝マロニ郡に分割された。
2015年、ギュイヤンヌ県は単一地方公共団体（Collectivité territoriale unique）に移行し、小郡が廃止された。
2022年10月26日、郡東部の4コミューンがサン＝ジョルジュ郡として分立した。

## コミューン
2022年現在、カイエンヌ郡には10のコミューンが属している。郡とコミューンの中間に位置する小郡は現存しない。
- カイエンヌ
- イラクボ（英語版）
- クールー
- マクリア（英語版）
- マトゥリー（英語版）
- モンシネリー＝トネグランデ（英語版）
- ルミール＝モンジョリー（英語版）
- ルラ（英語版）
- サン＝エリー（英語版）
- シナマリー（英語版）

2022年に分離したコミューン
- カモピ（英語版）
- ワナリー（英語版）
- サン＝ジョルジュ（英語版）
- レジナ（英語版）

## 小郡（廃止）
かつてカイエンヌ郡は16の小郡（カントン）に区分されていた。2015年、ギュイヤンヌ県の小郡はすべて廃止された。
- Canton of Approuague-Kaw
- 北西カイエンヌ小郡（フランス語版）
- 北東カイエンヌ小郡（フランス語版）
- 南西カイエンヌ小郡（フランス語版）
- 中央カイエンヌ小郡（フランス語版）
- 南カイエンヌ小郡（フランス語版）
- 南東カイエンヌ小郡（フランス語版）
- イラクボ小郡（英語版）
- クールー小郡（英語版）
- マクリア小郡（英語版）
- マトゥリー小郡（英語版）
- モンシネリー＝トネグランデ小郡（英語版）
- ルミール＝モンジョリー小郡（英語版）
- ルラ小郡（英語版）
- Canton of Saint-Georges-de-l'Oyapock
- シナマリー小郡（英語版）